# Széchenyi (Adelsgeschlecht)

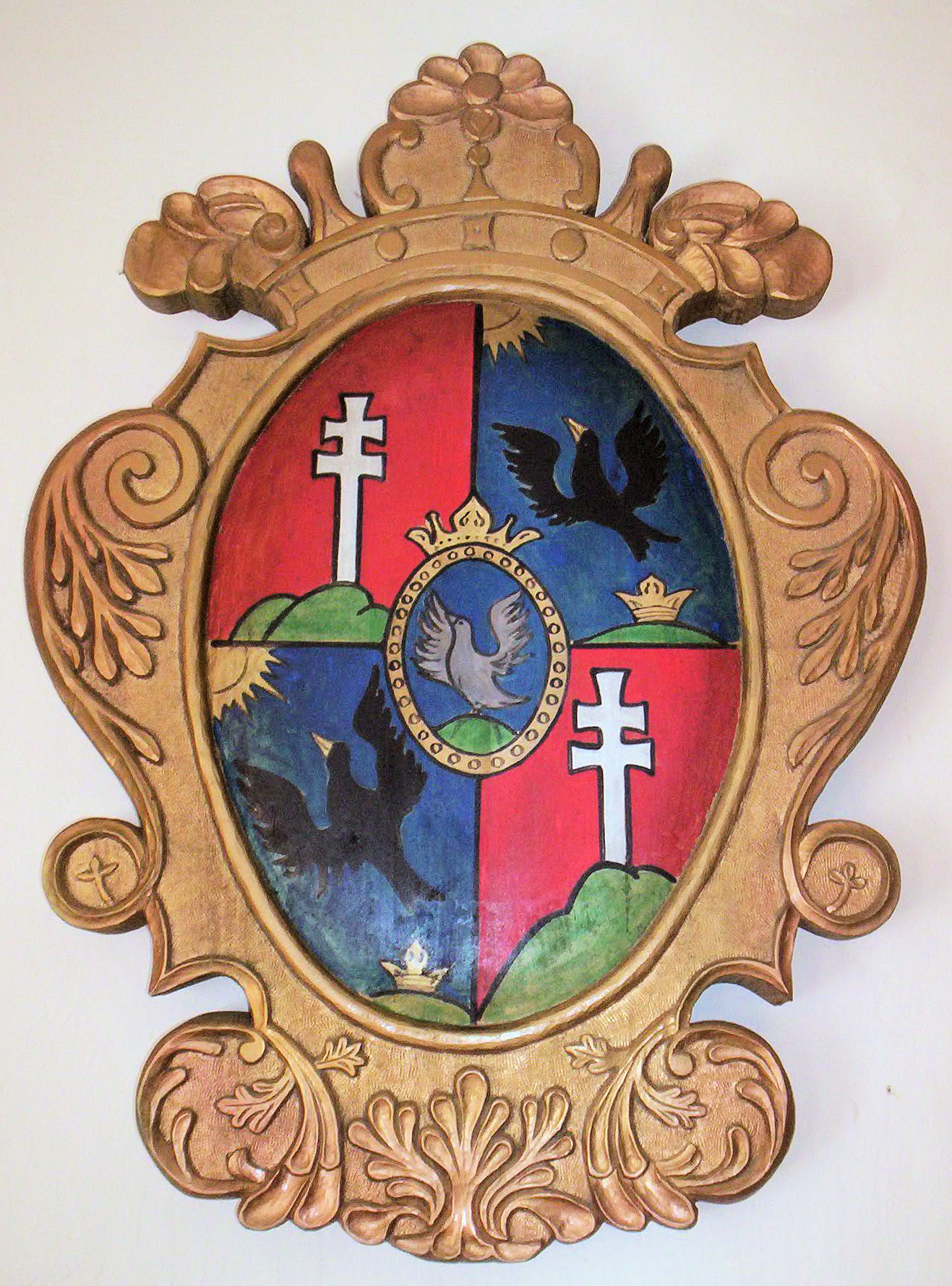
Wappen der Széchenyi

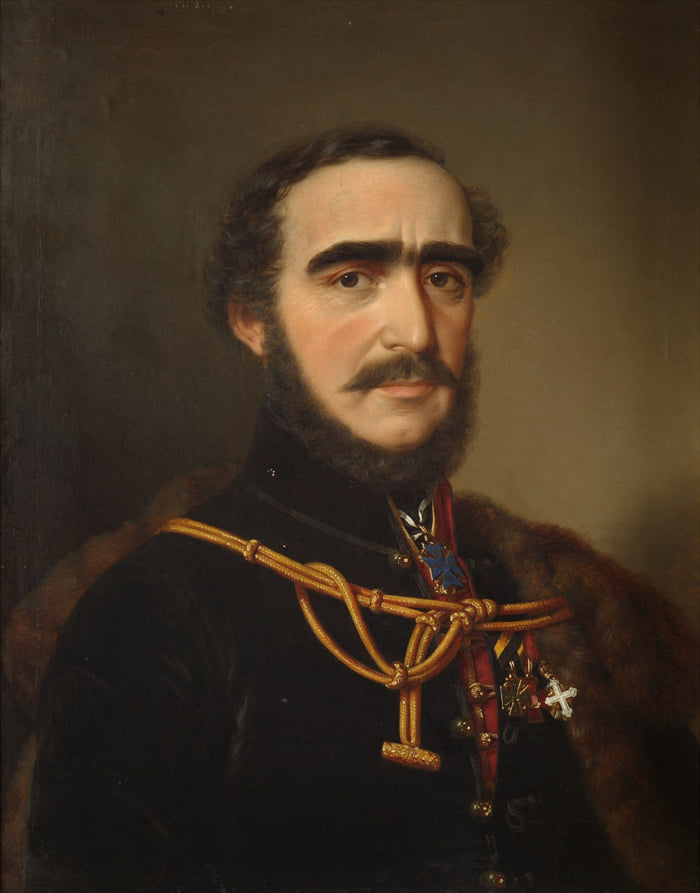
Graf István (Stephan) Széchenyi (1791–1860), ungarischer Staatsmann und "Freiheitsheld"

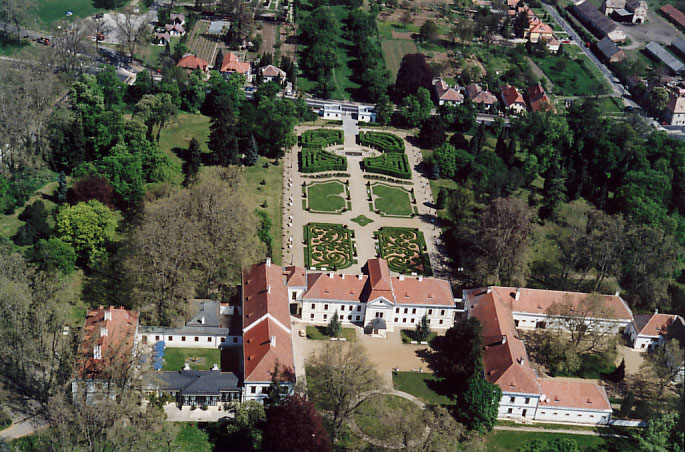
Schloss Széchenyi in Nagycenk

Die Familie Széchenyi oder Széchényi [ˈseːʧeːɲi] ist ein ungarisches Adelsgeschlecht, dessen Angehörige vor allem im 19. Jahrhundert maßgeblichen Anteil an der kulturellen, wirtschaftlichen und technischen Entwicklung der ungarischen Nation hatten.

## Geschichte
Der namensgebende Stammsitz der Familie war Szécsény im Norden Ungarns. Erster bedeutender Vertreter war György Széchényi (1592–1695), Erzbischof von Esztergom und Primas von Ungarn. Dessen Neffe György II. Széchényi wurde 1697 von Kaiser Leopold I. in den Grafenstand erhoben.
Ab 1741 ließ Graf Antal Széchényi (1714–1767) in der Ortschaft Nagycenk in Westungarn das Schloss Széchenyi im spätbarocken und klassizistischen Stil erbauen. Es war später der Wohnsitz István Széchenyis.
Einer Nebenlinie entstammte der Bischof Miklós Széchényi (1868–1923).
In vielen Orten Ungarns sind Straßen, Brücken und öffentliche Einrichtungen insbesondere nach dem bedeutendsten Mitglied der Familie, Graf István (Stephan) Széchenyi (1791–1860), benannt.

## Nachfahrenliste
Antal Széchényi (1714–1767), Erbauer des Schlosses in Nagycenk
1. Ferenc (Franz) Széchényi (1754–1820)[1], Stifter des Ungarischen Nationalmuseums und der Ungarischen Nationalbibliothek; 6 Kinder, darunter
  1. Ludwig Maria Aloys (1781–1855)[1]; 9 Kinder, darunter
    1. Imre Széchényi (1825–1898)[1], österreichisch-ungarischer Diplomat; 4 Kinder, darunter
      1. Dionys (Dénes) Széchényi (1866–1936); ⚭ 1896 Emilie de Riquet Countess de Caraman-Chimay (1871–1944)[1]
      2. Ladislaus (László) Széchényi (1879–1938); ⚭ 1908 Gladys Moore Vanderbilt (1886–1965)[1]

    2. Dionys (Dénes) Széchenyi, (1828–1892)[1] ungarischer Diplomat; 4 Kinder, darunter
      1. Viktor (1871–1945)[1], ungarischer Politiker; 5 Kinder, darunter
        1. Graf Zsigmond Széchenyi (1898–1967)[1], Großwildjäger, Zoologe und Reiseschriftsteller

  2. Franziska Gräfin Batthyány (1783–1861)[1], geb. Széchenyi, Gründerin des Klosters St. Vinzenz in Pinkafeld
  3. Graf István (Stephan) Széchenyi (1791–1860)[1]
    1. Béla (Adelbert) Széchenyi (1837–1918)[2], Forschungsreisender nach Nordamerika, Algerien und Südostasien
    2. Ödön Széchenyi (Edmund von Széchenyi) (1839–1922)[1], Politiker und Feuerwehrpionier in Ungarn[3]; 5 Kinder, darunter
      1. Andor (Andreas) Széchenyi (1865–1907)[1], Forschungsreisender in die Südsee, nach Afrika und nach Ostasien
      2. Bálint Emil Richard Peter (* 23. November 1893 Konstantinopel, † 21. Oktober 1954 Paris), ⚭ 1.(geschieden 1931) Maria Prinzessin Galitzin (17. Mai 1895 Marijno, † 7. Juni 1976 Willebadessen); ⚭ 2. Margit Bachruch de Királykut (* 26. Mai 1893 Budapest; † 12. Mai 1954 Paris)
        1. Marianna Veronika Paula Huberta (* 1. August 1923 Budapest, † 10. Februar 1999 München); ⚭ Olivér de Harisi (* 10. Juli 1899 Budapest, † 17. März 1977, Auckland NZ)
        2. Alexandra Crescentia Angela Elisabeth (* 1. Oktober 1926 Heiligenstein, † 6. Februar 2018 Willebadessen), ⚭ Gulpen, Netherlands mit Dietrich-Eberhard von Wrede (20. Mai 1930 Willebadessen, † 8. Februar 2016 Paderborn)
          1. Stephanus Ferdinand Alexander Joseph Valentin Rudolph Philippus Maria von Wrede (* 7. Januar 1960 Willebadessen)
          2. Philippine von Wrede (27. Januar 1961 Willebadessen)
          3. Konstantin Friedrich Valentin Josef von Wrede (* 23. September 1963 Willebadessen)
          4. Christina von Wrede (* Willebadessen)

        3. Eva Maria Ilona Gabrielle (24. Dezember 1928 Ödenburg, † 26. Dezember 1997)
        4. Beatrix Maria Valeria Therese Emerica (* 30. Januar 1930 Heiligenstein, † 30. September 2021 Regensburg), ⚭ Joachim Graf von Schönburg-Glauchau (* 4. Februar 1929; † 29. September 1998), geschieden 1986[1]
          1. Maria (Maya) Felicitas Alexandra Albertina Assunta Anna Fernanda Beatrix (* 15. August 1958 in Berlin-Steglitz; † 27. Januar 2019) ⚭ 1985–1993 Friedrich Christian („Mick“) Flick
          2. Mariae Gloria (* 23. Februar 1960 Stuttgart-Degerloch) ⚭ 1980 Johannes von Thurn und Taxis
          3. Carl Alban Maria László Gebhard Rudolf Johannes Georg Hubertus Kisito (* 2. Februar 1966 in Lomé, Togo) ⚭ 1995 Juliet Beechy-Fowler
          4. Alexander Joachim (* 15. August 1969 in Mogadischu, Somalia) ⚭ 1999 Irina Verena Prinzessin von Hessen

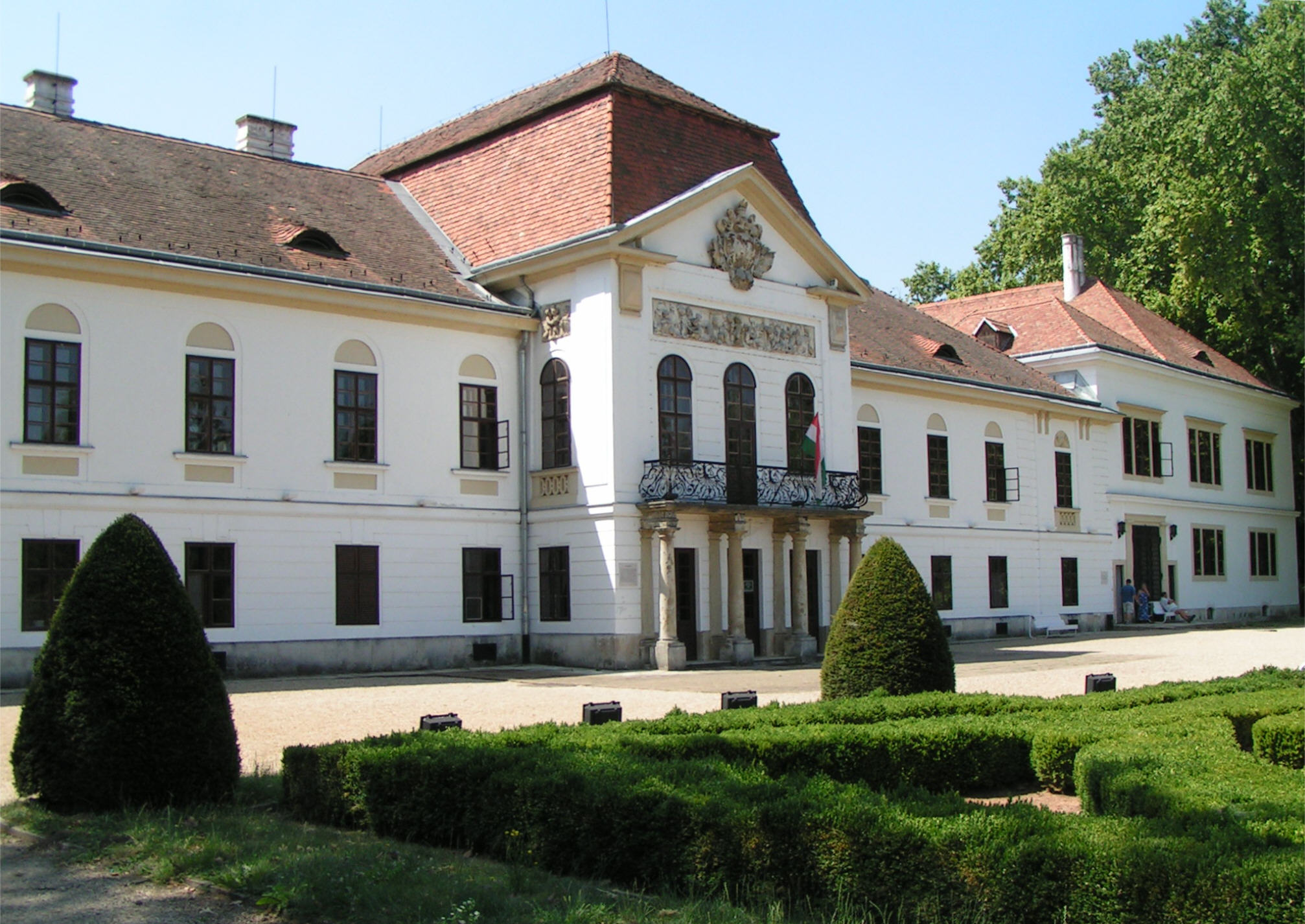
Schloss Széchenyi
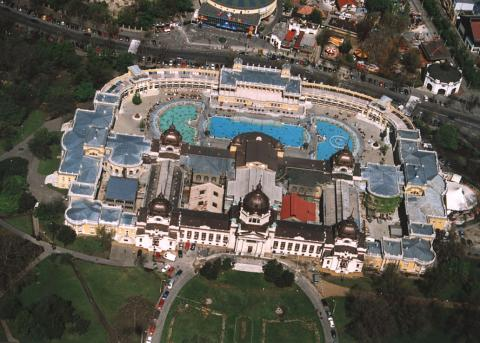
Széchenyi-Heilbad in Budapest
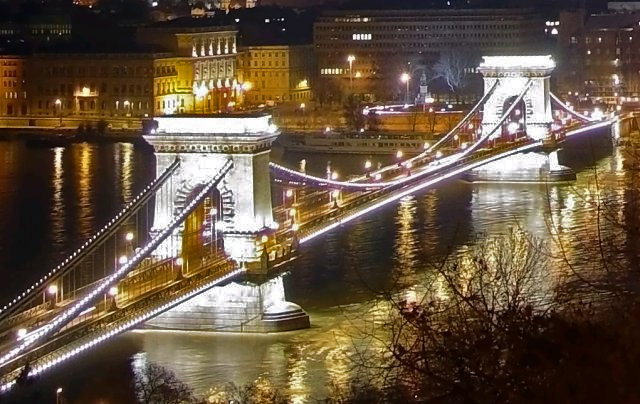
Széchenyi-Kettenbrücke in Budapest